# Mercedes Dantas Lacombe
Mercedes Dantas Lacombe (Buenos Aires, 5 de julho de 1888 – Buenos Aires, 1966) foi uma poetisa, professora e feminista argentina.

## Biografia
Era filha de Manuel Gregorio Dantas Mugica e Mercedes Lacombe.
Após concluído o curso universitário foi professora de letras, havendo feito o doutorado em Filosofia e Letras pela Universidade de Buenos Aires, para o qual apresentou a tese “Estudio histórico y filosófico de la fábula”; também lecionou na Escuela Normal Nº 8 e, a partir de 1919, passou a colaborar para as principais publicações do país como “La Nota”, “Nosotros”, “Caras y Caretas”, “El Hogar”, “Mundo Argentino”, “La Razón”, etc.
Em 1925 publicou seu primeiro livro de poesias intitulado "De mi senda", que a crítica recebeu elogiosamente. A coletânea de poesias para recitar de Alemany Villa, “Cofre de Armonias", incluiu seu poema chamado "Las campanas de Navidad".
Destacou-se ainda em outras atividades culturais, sendo uma das fundadoras do "Club Argentino de Mujeres", do qual tornou-se presidenta em 19 de agosto de 1921. Em 1928 a entidade prestou-lhe uma homenagem, subscrita por todas as associadas.
Em 1928, ainda como presidenta do Club Argentino de Mujeres, fez realizar na capital do país o Terceiro Congresso Internacional Feminino, ao qual compareceram várias intelectuais das quais se destacaram Gabriela Mistral, Paulina Luisi, Juana de Ibarbourou e Hermínia Brumana.
Faleceu em 1966, sendo sepultada no jazigo familiar no Cemitério de La Recoleta.